# 1668

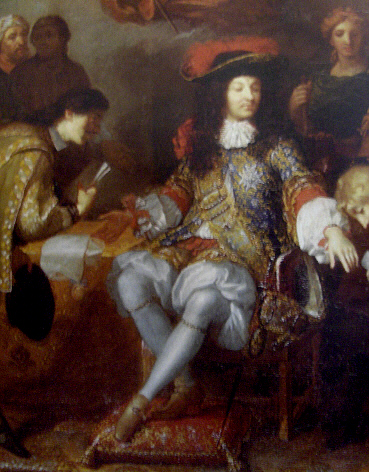
Lodewijk XIV bij de vrede van Aken

Het jaar 1668 is het 68e jaar in de 17e eeuw volgens de christelijke jaartelling.

## Gebeurtenissen
januari
- begin januari - Het gezantschap onder leiding van Pieter van Hoorn keert terug in Batavia van de mislukte reis naar Peking.
- 23 - Republiek der Zeven Verenigde Nederlanden, Zweden en Engeland gaan de Triple Alliantie aan die tot doel heeft een einde te maken aan het conflict tussen het danig verzwakte Spanje en de sterke zonnekoning in de Zuidelijke Nederlanden. De ondertekening van het verdrag vindt plaats in Den Haag.

mei
- 2 - Ondertekening van de Vrede van Aken waarmee een eind komt aan de Devolutieoorlog. Spanje moet de onafhankelijkheid van koninkrijk Portugal erkennen. Met dit verdrag verkrijgt Frankrijk zeggenschap over het gebied rond Veurne, Rijsel, Armentiers, Dowaai, Doornik en Aat, aangevuld met Menen-Kortrijk-Oudenaarde, alsmede over de enclaves Binche en Charleroi. Frankrijk moet wel de Franche-Comté afstaan.

juli
- 17 - Willem Godschalk van Focquenbroch vertrekt met het schip De Gideon van Texel naar Elmina om daar onderdirecteur te worden.
- 25 - Een zware aardbeving met een magnitude van 8,5 treft Shandong in het Chinees Keizerrijk (tegenwoordig Volksrepubliek China). Er vallen naar schatting 43 000 tot 50 000 doden.

augustus
- 9 - De vroedschap van Amsterdam keurt een voorstel van de burgemeesters goed om nabij de Utrechtse Poort een houten noodkerk te bouwen: de Amstelkerk. Ze staat er nog steeds.
- 17 - Een zware aardbeving met een magnitude van 7,8 tot 8,0 treft Noord-Anatolië in het Ottomaanse Rijk (tegenwoordig Turkije). Er vallen naar schatting 8 000 doden.

september
- 7 - Ondertekening van het contract waarbij Dordrecht de stapelmarkt wordt van Schotse wol in plaats van het Oranjegezinde Veere. Dit succes van de gebroeders Johan en Cornelis de Wit zal van korte duur blijken.

oktober
- 12 - De stad Rotterdam koopt de heerlijkheid Kralingen voor 88.000 Carolusguldens.

december
- 19 - De Staten van Holland geven een ordonnantie over het brandend houden van vuurbaken langs de kust in de nachten van 1 september tot 1 april. Aanleiding is het gebeuren van Holmes's Bonfire in 1666.

## Muziek
- Heinrich Ignaz Franz Biber componeert zijn Sonata voor 6 trompetten en orgel

## Beeldende kunst

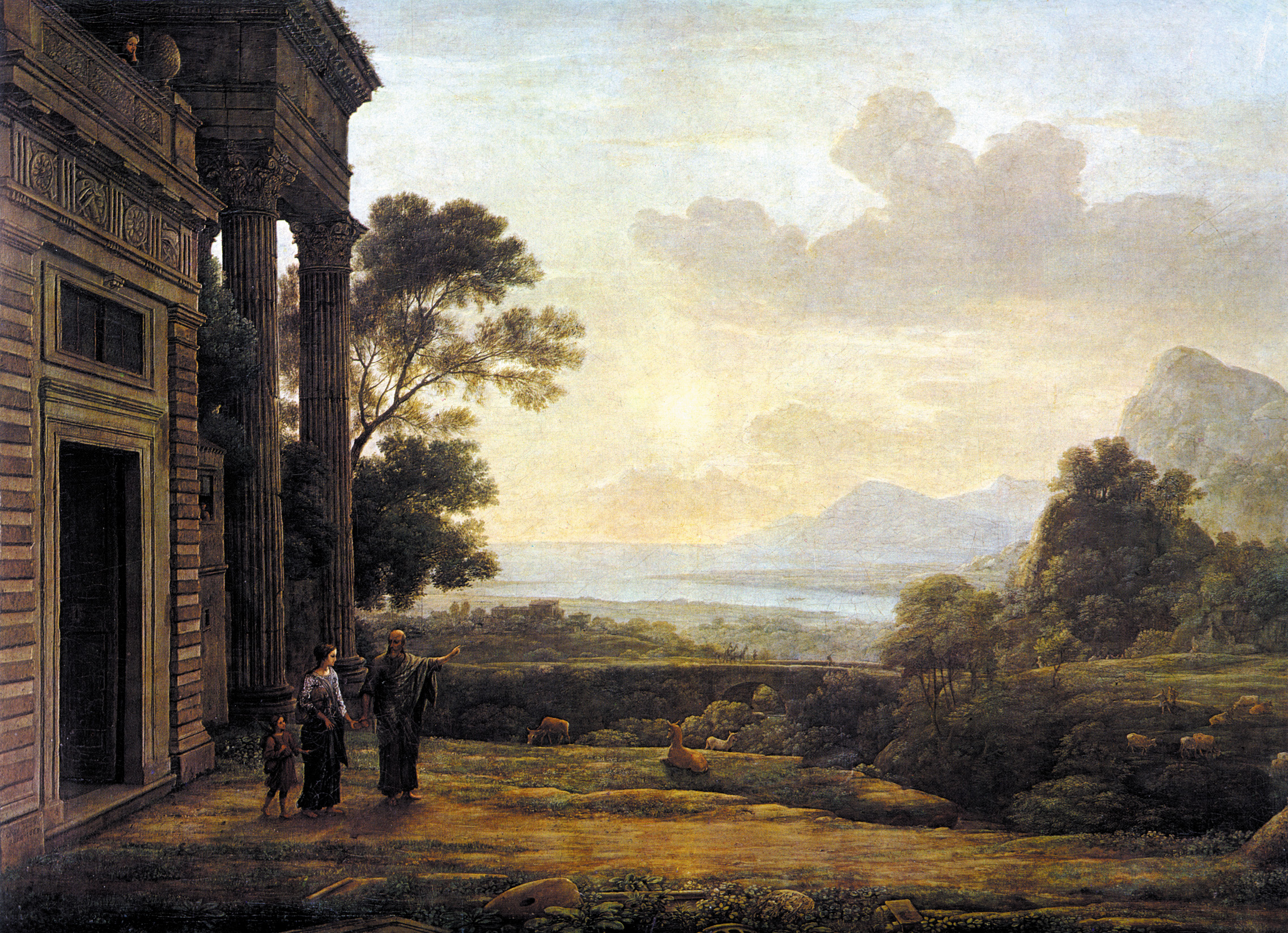
Verstoting van Hagar (1668) Claude Lorrain, Alte Pinakothek

## Bouwkunst

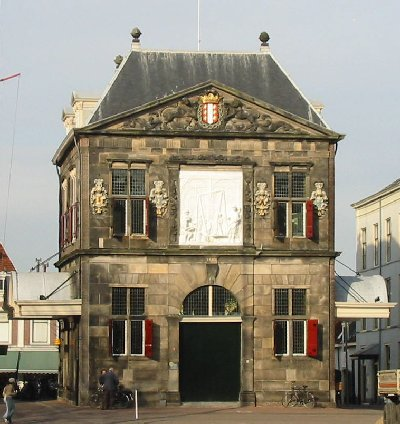
Waag (Gouda) (1668) Pieter Post

## Geboren
juni
- 7 - Theodorus van der Croon, Nederlands oud-katholiek aartsbisschop van Utrecht (overleden 1739)

november
- 10 - François Couperin, Frans componist (overleden 1733)
- 13 - Crispinus van Viterbo, Italiaans lekenbroeder en heilige (overleden 1750)

december
- 6 - Nicolas Vleughels, Frans kunstschilder en kunstacademiedirecteur (overleden 1737)

## Overleden
januari
- 16 - Charles Alphonse du Fresnoy, Frans dichter

april
- 7 - William Davenant, Engels dichter

augustus
- 9 - Jacob Balde, Duits dichter

oktober
- 10 - Johan II van Waldeck-Landau (44), Duits graaf